# ادمزویل، بخش هیلسبورگ، فلوریدا
ادمزویل، بخش هیلسبورگ، فلوریدا (به انگلیسی: Adamsville, Hillsborough County, Florida) در ایالات متحده آمریکا است که در فلوریدا قرار دارد.